# Music's Too Sad Without You
Music's Too Sad Without You è un singolo della cantante australiana Kylie Minogue e del cantante inglese Jack Savoretti, pubblicato il 19 gennaio 2018 come quinto estratto dal quattordicesimo album in studio Golden.

## Descrizione
La canzone è stata scritta da Minogue, Savoretti e Samuel Dixon, e prodotta da Dixon. È stata descritta come una ballata dalle influenze country.

## Video musicale
Il video musicale è stato girato a Venezia e pubblicato il 15 ottobre 2018.